# شورای نظامی سویدا
شورای نظامی سویدا، ائتلافی مسلح است که در فوریه ۲۰۲۵ در استان سویدا با اکثریت دروزی در جنوب سوریه، تأسیس شد. این سازمان که در ابتدا به عنوان شورای نظامی موقت پس از سقوط رژیم بشار اسد در دسامبر ۲۰۲۴ تشکیل شد، در پاسخ به نگرانی‌های امنیتی فزاینده پس از خروج ارتش عربی سوریه (SAA) از منطقه شکل گرفت. اهداف اعلام شده این گروه شامل پیشبرد سکولاریسم، دموکراسی، تمرکززدایی، حفاظت از غیرنظامیان و اموال عمومی در برابر بی‌قانونی و درگیری و جلوگیری از ورود نیروهای دولت انتقالی سوریه به شهرک‌های دروزی‌ها و ایجاد آسیب به آنان است.